# Autovía A-10
Die Autovia A-10 oder Sakanako Autobia ist eine Autobahn in der nordspanischen Autonomen Gemeinschaft Navarra. Die Autobahn beginnt in Irurtzun und endet in Altsasu.

## Abschnitte
| Kurzbezeichnung des Abschnitts | Abschnitt                    | km  | Eröffnung |
| ------------------------------ | ---------------------------- | --- | --------- |
| A10                            | Irurtzun () - Irañeta        | 8,3 | 1993      |
| A10                            | Irañeta - Lakuntza           | 6,6 | 1993      |
| A10                            | Lakuntza - Etxarri-Aranatz   | 3,7 | 1995      |
| A10                            | Etxarri-Aranatz - Altsasu () | 9,5 | 1996      |

## Streckenverlauf
| höchstzulässige Geschwindigkeit (km/h) | km    | Irurtzun → Altsasu                                   | Altsasu → Irurtzun                                 | Anschluss an |
| -------------------------------------- | ----- | ---------------------------------------------------- | -------------------------------------------------- | ------------ |
|                                        |       | Beginn der SAKANAKO AUTOBIA                          | Ende der SAKANAKO AUTOBIA → Iruña/Pamplona         | AP15         |
|                                        |       |                                                      | Irurtzun · Donostia · Baiona                       | A15          |
|                                        | 2-3   | Etxarren · Ekai · Zuhatzu                            | Etxarren · Ekai · Zuhatzu                          |              |
|                                        | 4     | Satrustegi · Hiriberri Arakil                        | Satrustegi · Hiriberri Arakil                      |              |
|                                        | 5     | Hiriberri Arakil Servicebereich                      | Hiriberri Arakil Servicebereich                    |              |
|                                        | 7     | Ihabar                                               | Ihabar                                             |              |
|                                        | 9     | Irañeta                                              | Irañeta                                            |              |
|                                        | 11    | Uharte-Arakil                                        | Uharte-Arakil                                      |              |
|                                        | 12    | Uharte-Arakil · Zamartze                             | Uharte-Arakil · Zamartze                           |              |
|                                        | 13-14 | Arruazu                                              | Arruazu                                            |              |
|                                        | 14    | Lakuntza Servicebereich                              |                                                    |              |
|                                        | 15-16 | Lakuntza                                             | Lakuntza                                           |              |
|                                        | 17-18 | Arbizu                                               | Arbizu                                             |              |
|                                        | 19-20 | Etxari-Aranatz · Beasain · Lizarra/Estella · Andia   | Etxari-Aranatz · Beasain · Lizarra/Estella · Andia | NA-120       |
|                                        | 21    | Etxari-Aranatz · Bakaiku                             | Etxari-Aranatz · Bakaiku                           |              |
|                                        | 24    | Bakaiku · Iturmendi                                  | Bakaiku · Iturmendi                                |              |
|                                        | 26    | Urdiain                                              | Urdiain                                            |              |
|                                        | 28    | Altsasu                                              | Altsasu                                            |              |
|                                        | 29    | Donostia                                             |                                                    | A1           |
|                                        | 29    | Olazti · Urbasa                                      |                                                    |              |
|                                        | 29    | Ende der SAKANAKO AUTOBIA → Vitoria-Gasteiz · Bilbao | Beginn der SAKANAKO AUTOBIA                        | A1           |

## Größere Städte an der Autobahn
- Irurtzun
- Altsasu